# Heizmannia menglianensis
Heizmannia menglianensis är en tvåvingeart som beskrevs av Lu och Gong 1986. Heizmannia menglianensis ingår i släktet Heizmannia och familjen stickmyggor. Inga underarter finns listade i Catalogue of Life.